# Rostano
Rostano (latino: Rostagne, francese: Rostaing, in catalano: Rostany e in spagnolo: Rostan; verso la metà dell'VIII secolo – dopo l'801) fu il primo conte di Gerona dal 785 all’801 circa.

## Origine
Era un nobile carolingio, grande proprietario in Settimania, di cui non si conoscono gli ascendenti.

## Biografia
Un Rodestagnus, nel 782, fu rappresentante di Carlo Magno in un giudizio.

La penisola iberica nell'814, con la marca di Spagna, da poco costituita

Secondo la Cronaca di Moissac, nel 785, a Girona la nobiltà locale (Visigoti|gota), cacciò il wali (governatore) e la guarnigione araba, consegnandola  al conte di Tolosa Guglielmo di Gellone, rappresentante dei carolingi;
Rostano fu nominato conte di Girona, da Carlo Magno, dopo circa 70 anni di occupazione musulmana.
Quando, nel 793, l'emiro Hisam I organizzò una spedizione contro la Settimania, Rostano fortificò le difese di Girona e resistette agli attacchi dell'esercito di al-Andalus, guidato dai fratelli Abd al-Malik e 'Abd al-Karim.
Nella primavera dell'800, in un'assemblea, tenuta a Tolosa, fu deciso di inviare a Barcellona il figlio di Carlo, il re d'Aquitania, Ludovico il Pio, e un'armata, capitanata da Rostano, conte di Gerona, Ademaro di Narbona e Guglielmo di Gellone, con la speranza di poter entrare facilmente nella città, dopo la promessa di consegna della città da parte del suo wali Sa'dun al-Ruayni .
Sa'dun, però, rifiutò di consegnare la città, obbligando l'armata franca a porre l'assedio alla città, che cominciò nell'autunno dell'800, proprio con le truppe di Rostano, poi seguite dalle altre.
Dopo alcuni mesi, dato che la popolazione soffriva per la fame, gli stessi parenti del wali di Barcellona, Harun, che lo avevano fatto eleggere, lo fecero prigioniero e lo consegnarono ai Franchi, assieme alla città.
Nella Vita Hludowici Imperatoris, Rostano viene citato come conte di Gerona (Rostagnus comes Gerundæ præfuit), ancora nell'801.
Probabilmente morì dopo l'801, ma non si conoscono le cause; gli succedette Odilone, che viene citato assieme ad altri conti (Berane, Gauscelino, Gisclafredo, Odilone, Ermengario, Ademaro, Laibulfo et Erlino comitibus), per la prima volta il 2 aprile 812, nel documento n° 217 del Diplomatum Karolingiorum, Tomus I.

## Discendenza
Di Rostano non si conoscono né il nome della moglie né alcuna discendenza.